# Asociación Mutual Israelita Argentina
La Asociación Mutual Israelita Argentina (AMIA) es un centro de la comunidad judía localizado en la Ciudad de Buenos Aires (Argentina). Sus objetivos principales son promover el bienestar y el desarrollo de la comunidad judía argentina, y mantener vivas las tradiciones y los valores de dicha comunidad. 
La mutual provee experiencias de calidad a través de un gran número de actividades judías formales e informales, tanto recreativas como culturales y educativas. Personas de todas las edades están invitadas a participar en sus ámbitos de interés y estimuladas a mayores niveles de intervención en la vida judía y en la comunidad en particular.

## Historia
Creada como Jevrá Kedushá en 1894, desde sus inicios las primeras actividades estuvieron destinadas a generar las condiciones necesarias para dar cumplimiento a la tradición judía, siendo una de sus primeras acciones la fundación de un cementerio comunitario. Con este hecho se buscaba la legitimación de la presencia judía como una minoría constitutiva de la sociedad argentina.
Con la llegada de los sucesivos contingentes migratorios, en poco tiempo las actividades crecieron, se multiplicaron y diversificaron. A partir de la década de 1920, con el aumento de la población judía en Argentina y su progresiva integración a la sociedad, la AMIA se convirtió en el espacio de articulación y participación de todos los judíos de la Argentina. En 1945 abre su casa histórica en Pasteur 633.
Conocida popularmente como la “institución madre” y centro de la vida comunitaria organizada fue la matriz generadora de importantes iniciativas como el Consejo Central de Educación Judía, la Federación de Comunidades Judías de la Argentina, y la Fundación Tzedaká, entre otras.
En 1994, para conmemorar el centenario de su creación, AMIA organizó una serie de festejos que fueron interrumpidos por el atentado del 18 de julio. En 1999, en Pasteur 633, se inauguró el nuevo edificio de AMIA. En él, habitan hoy diversas instituciones de la comunidad judía.
El 23 de noviembre de 2015, una persona coloco una mochila sospechosa frente a la sede.

### Atentado a la AMIA
El lunes 18 de julio de 1994 la sede de la AMIA fue objeto de un atentado a través de un coche bomba. Se trató del mayor ataque terrorista de la historia argentina, con un saldo de 85 personas muertas y 300 heridas. La comunidad judeoargentina es la más numerosa de Latinoamérica y la quinta mayor del mundo.
El 18 de julio de 1994 a las 9:53 a. m. una camioneta Renault Trafic blanca cargada con explosivos se estrelló contra el edificio de la AMIA matando a 85 personas, hiriendo a 300 más, y destruyendo el edificio por completo. En el atentado murieron 67 personas que estaban dentro de la AMIA y otras 18 que estaban caminando en la vereda o se encontraban en edificios aledaños.
El 18 de julio la comunidad judía recuerda ese duro momento y hace un minuto de silencio igual que cuando recuerdan la Segunda Guerra Mundial.
El día del atentado la AMIA cumplía 100 años de historia, y se estaban realizando refacciones en su interior, por eso había un volquete en la entrada. Desde entonces, a modo de prevención, hay pilotes en la entrada de todas las instituciones judías argentinas. 
Desde el principio, las sospechas recayeron en la organización islamista Hezbolá, con apoyo del gobierno de Irán, pero solo 12 años después del atentado, en octubre de 2006, se lograron reunir las pruebas necesarias para formular oficialmente la acusación contra el Gobierno de Irán como instigador, y contra Hezbolá, como ejecutor, por parte de una unidad fiscal creada al efecto por el Gobierno argentino.

La justicia argentina dictaminó la responsabilidad de Irán en el atentado y se emitieron pedidos de captura internacional en INTERPOL para buscar a los sospechosos. El ministro de Defensa de Irán, Ahmad Vahidi, fue acusado de ser el autor intelectual del atentado. En 2013 el gobierno argentino firmó un Memorándum de Entendimiento Argentina-Irán y la AMIA se opuso fuertemente.

 En 2022 una investigación del Mossad desligó a Irán de actuar con agentes operativos en el país en la realización de los ataques contra la AMIA y la embajada.

### Reconstrucción

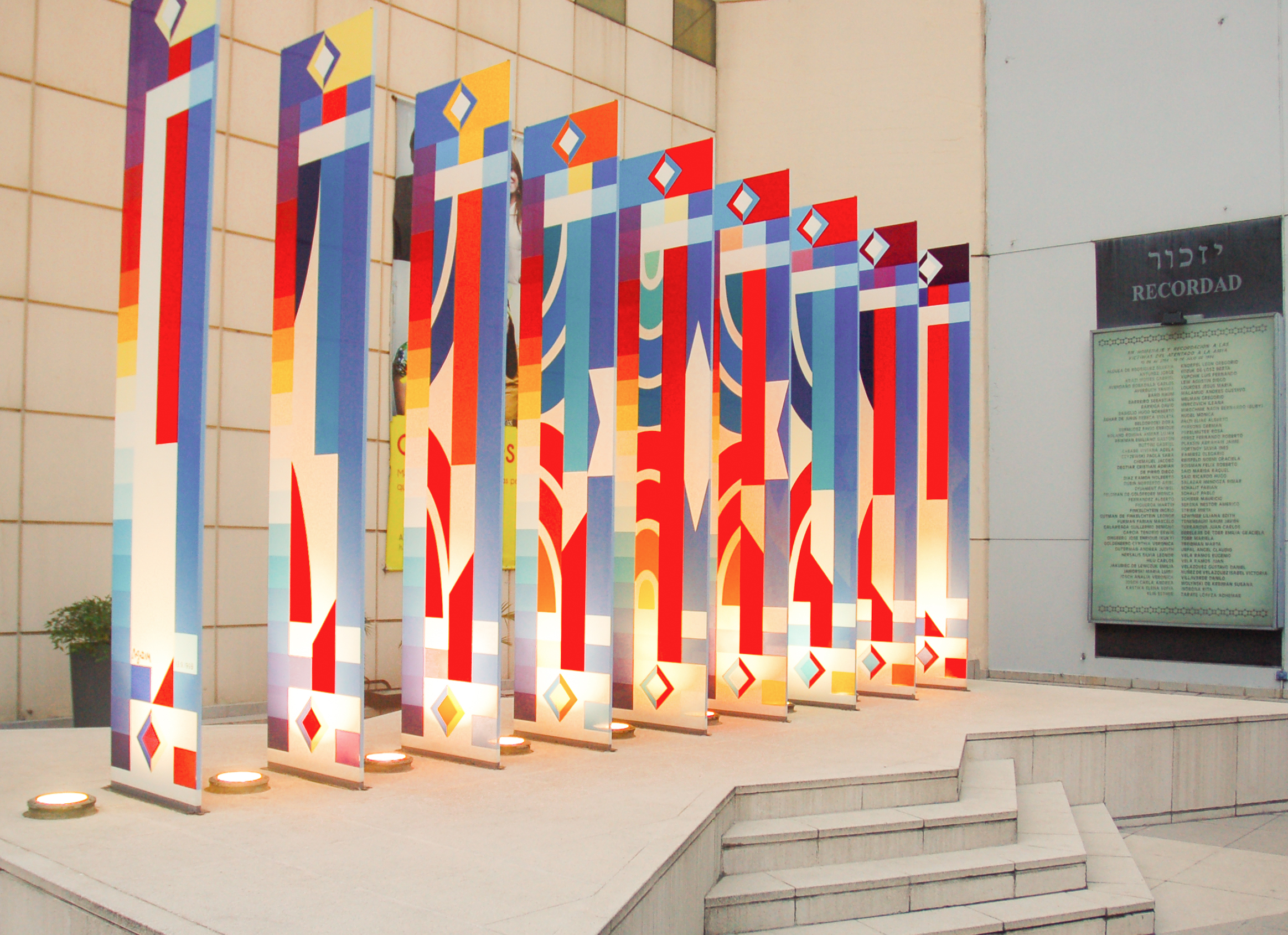
Escultura del artista israelí Yaacov Agam en memoria de las víctimas del atentado.

Cuando se resolvió permanecer en el antiguo emplazamiento (como un signo de tenacidad frente al infortunio), la entidad realizó una selección de antecedentes y su Comité de Reconstrucción decidió encomendar el anteproyecto a un equipo integrado por los arquitectos Alberto Bystrewicz, Luis Bernardo Erijimovich, León Gradel, Leo Kopelioff, Luis y Julio Grossman, Horacio Najlis, Nora Wolaj, Jorge Sumbre, Carlos Szlak, Alfredo Szmulewicz, y Gustavo y Leonardo Saiets. 
El equipo de proyecto adoptó como propuesta básica la que trazó el arquitecto Alfredo Szmulewicz y adecuó los planos definitivos a una ampliación operada en el ínterin por la anexión de un lote lindero. El edificio, que se comenzó a construir en agosto de 1995, tuvo un costo de algo más de 8 millones de dólares. 
El alejamiento del bloque edificado permitió conservar a la vista las cicatrices dejadas por el viejo edificio, dibujadas sobre la medianera derecha y que son parte del marco que rodea a la plaza seca formada como paso previo a la entrada principal. Se proyectó un cuerpo compacto con un porcentaje de hormigón superior al de cualquier construcción estándar. Además, esta estructura de hormigón está atravesada por losas de entre 30 y 60 centímetros de espesor, mucho más gruesas que las utilizadas habitualmente. El 26 de mayo de 1999 se inauguró el nuevo edificio.

## Programa de televisión
Los domingos a las 17:00 en la TV Pública emite el programa Shalom AMIA conducido por Brenda Brecher. Cuyos nombres anteriores fueron: AMIA para todos y AMIA, el legado.

## Cementerios a cargo de la asociación
- Berazategui
- Ciudadela
- Cementerio Israelita de La Tablada
- Liniers